# هيلين بيرمان
هيلين بيرمان (بالهولندية: Helen Berman) هي مصممة نسيج ‏ ورسامة هولندية، ولدت في 6 أبريل 1936 في أمستردام في هولندا.